# Petrus Bauduin
Petrus Christianus Hubertus Bauduin (Roermond, 22 oktober 1836 – Maastricht, 13 augustus 1910) was een Nederlands ondernemer en politicus. Hij was onder andere burgemeester van Maastricht.

## Levensloop

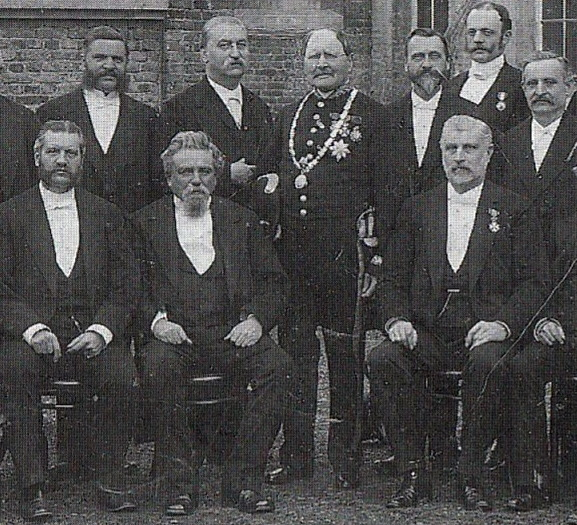
25-jarig ambtsjubileum van burgemeester Pijls (1892). Zittend de drie wethouders: Bonhomme, Marres en Bauduin

Petrus Bauduin was een telg uit het van oorsprong Franse, vanaf het begin van de achttiende eeuw in Maastricht gevestigde geslacht Bauduin. Hij werd geboren als tweede van vier kinderen van Dominicus Bauduin (1798-1874) en Maria Elisabeth Hubertina Coenegracht (1805-1871). Zijn ouders waren beiden Maastrichtenaren (geboren en overleden), maar alle vier kinderen kwamen in Roermond ter wereld; waarschijnlijk woonde het gezin daar tijdelijk in verband met de werkzaamheden van vader Dominicus Bauduin, die later griffier van de arrondissementsrechtbank te Maastricht zou worden.
Hij was lid van de gemeenteraad van Maastricht van 1872 tot 1881 en vervolgens wethouder tussen 1881 en 1900. Hij werd in 1900 benoemd tot burgemeester van die stad, als opvolger van Willem Hubert Pijls, die bijna onafgebroken veertig jaar burgemeester was geweest. Onder het bestuur van Bauduin werd het openbaar vervoer verbeterd en de zorg voor de volkshuisvesting van gemeentewege ter hand genomen na de invoering van de woningwet. Verder zorgde hij ervoor dat in 1907 het stationsemplacement werd overgeheveld van de gemeente Meerssen naar Maastricht.
In 1903 nam hij een vermicellifabriek over in het Jekerkwartier en voerde daar de productie op. De fabriek werd na zijn dood voortgezet door zijn vierde zoon en heeft als Vermicelli- & Macaronifabriek Jos Bauduin tot 1993 geproduceerd.
Bauduin was majoor-commandant van de DD Stadsschutterij. Hij was Ridder in de Orde van de Nederlandse Leeuw en Officier in de Orde van Oranje Nassau (1907?). Hij overleed in 1910 op 73-jarige leeftijd, in het harnas.

## Huwelijk en nageslacht
Petrus Christianus Hubertus Bauduin trad in 1865 in het huwelijk met Marie Clémentine Antoinette van Halen (1842-1921). Het echtpaar Bauduin-Van Halen kreeg negen kinderen:
1. Antoine Paul Dominique Bauduin (1866-1934), rechter te Maastricht en Amsterdam, gehuwd met Pauline Antoinette Jeanne Marie Boots (1868-1942), 7 kinderen
2. Julius Josephus Adolphus Bauduin (1867-1938), notaris te Maastricht, gehuwd met Bertha Anna Adèle Franciska Vetter (1875-1961), 2 kinderen
3. Marie Constance Françoise Bauduin (1869-1928), gehuwd met Louis Léopold Polis (1859-1931), civiel ingenieur, 6 kinderen
4. Georges Joseph Dominique Bauduin (1871-1953), gehuwd met Catharina Hendrika Bertha van Kleef (1874-1944), dochter van Lambert van Kleef, 4 kinderen
5. Marie Emma Bauduin (1873-1921), secretaris van de gezondheidszorg, ongehuwd
6. Joannes Joseph Franciscus ("Jos") Bauduin (1875-1937), fabrikant, gehuwd met Victorine Henriette Antonia Smeenk (1881-1975), 2 kinderen
7. Marie Alice Bauduin (1877-1948)
8. Paul Marie Frans Bauduin (1878-1935), advocaat-generaal in Amsterdam
9. Léontine Marie Bauduin (1883-1977), gehuwd met ir. Henricus Franciscus Thijssen (1870-1949)

## Nalatenschap
Het grafmonument van de familie Bauduin-Van Halen op de Algemene Begraafplaats Tongerseweg is een groot, trapsgewijs opgebouwd monument van Naamse steen, omringd door hardstenen paaltjes met kettingen. Door zijn positionering op een vrijwel leeg grasveld nabij een enorme mammoetboom neemt het een dominante positie in op het oudste gedeelte van de begraafplaats.
Op het terrein achter Grote Looiersstraat 22 zijn nog enkele restanten bewaard van de vermicellifabriek, waaronder een vierkante, bakstenen schoorsteen uit 1857, die vermoedelijk oorspronkelijk deel uitmaakte van een aardappelstokerij. De schoorsteen is een gemeentelijk monument.
Een door Henri Goovaerts in 1911 postuum geschilderd portret van Bauduin is onderdeel van de portrettengalerij van burgemeesters in het Stadhuis van Maastricht. Daar bevindt zich in de burgemeesterskamer tevens een bescheiden glas-in-loodvenster ter herinnering aan zijn burgemeesterschap.
In de buurt Wittevrouwenveld in Maastricht-Oost is sinds 1947 een straat naar hem genoemd, de Burgemeester Bauduinstraat.

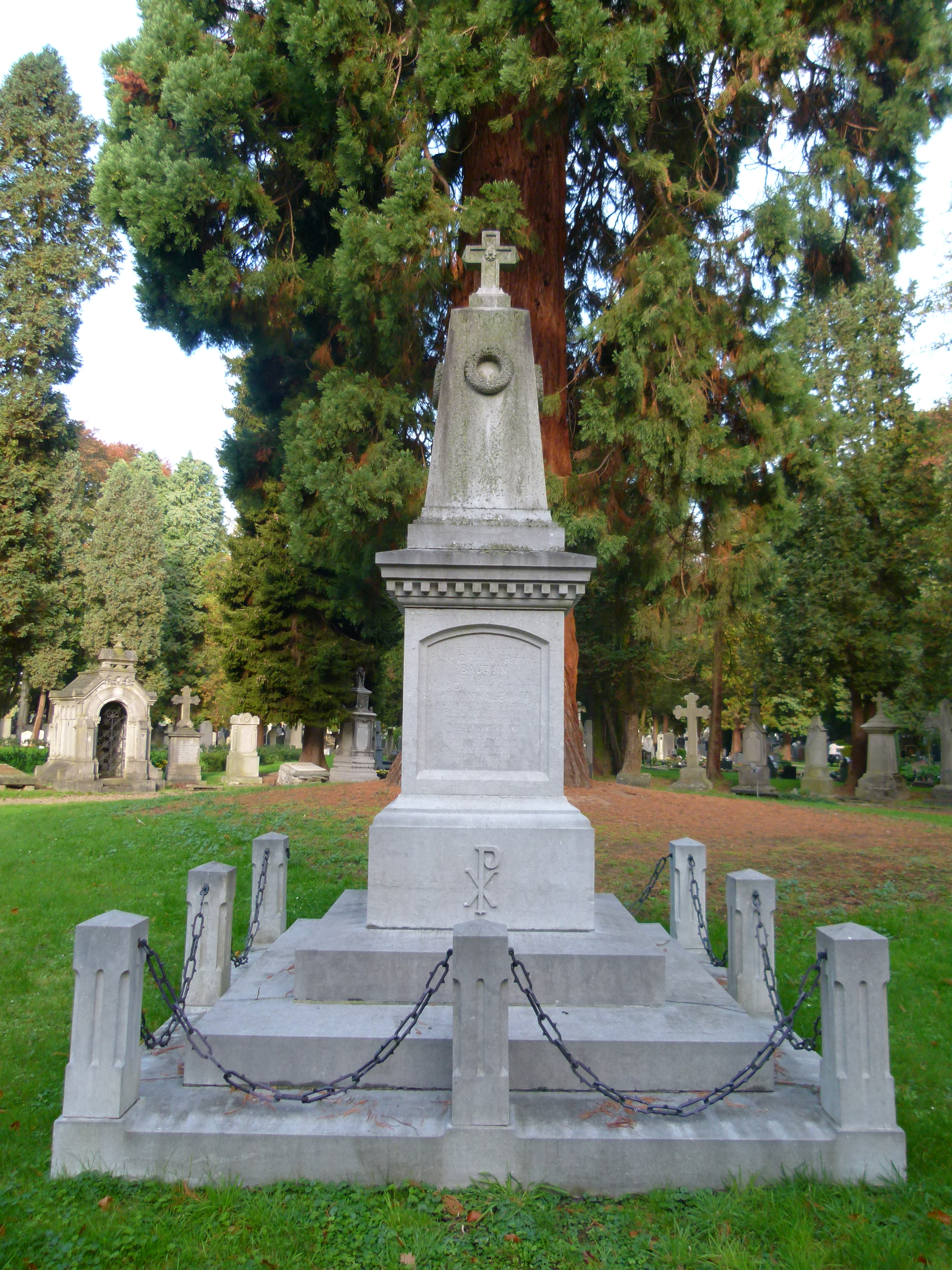
Grafmonument
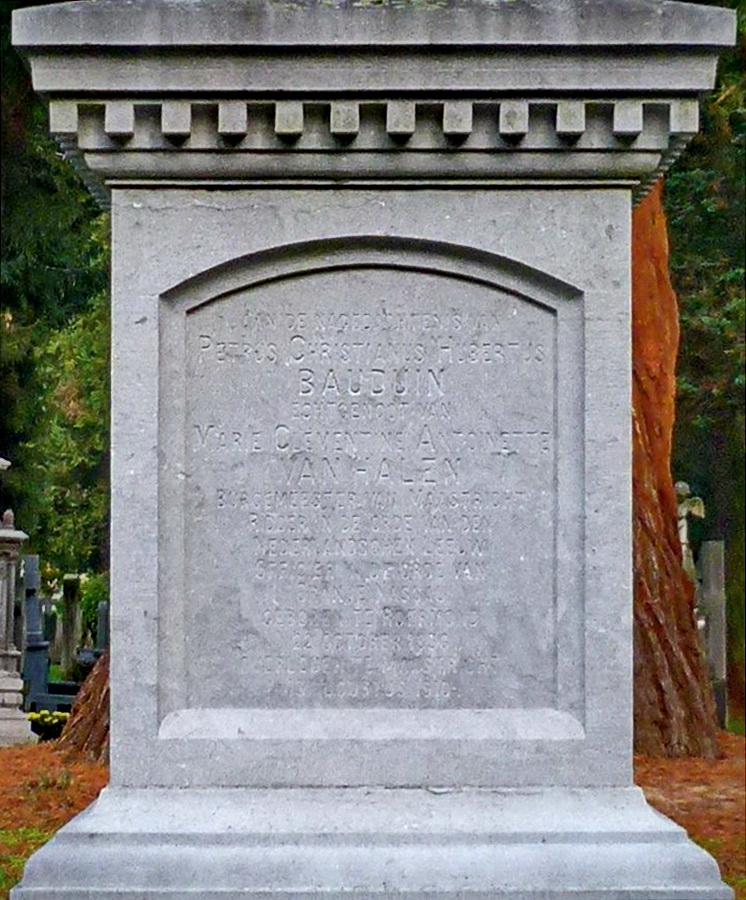
Idem, detail
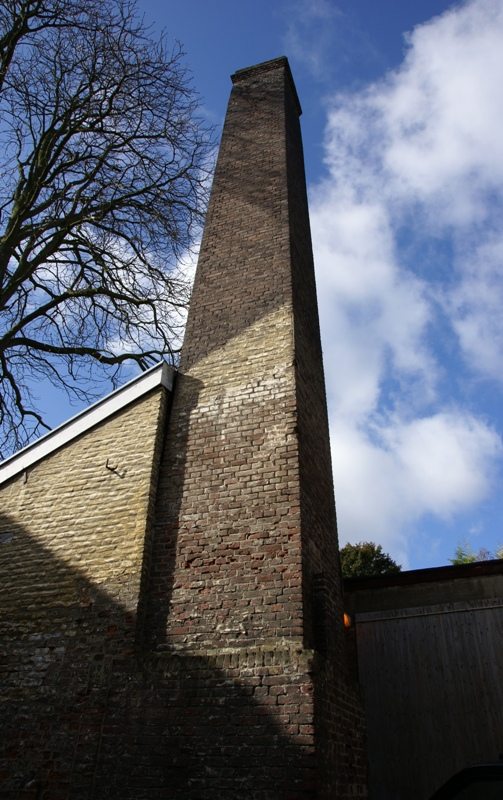
Schoorsteen vermicellifabriek
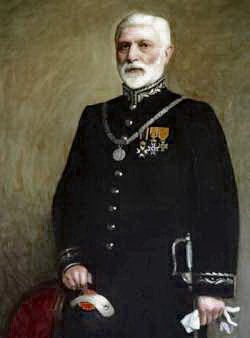
Portretschildering Stadhuis
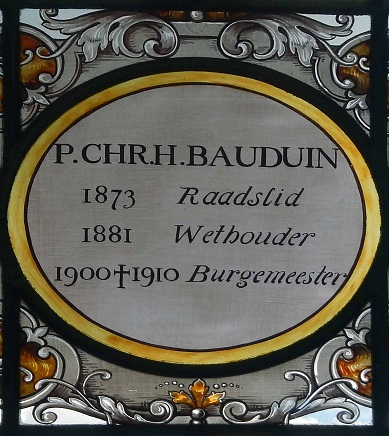
Herinneringsraam Stadhuis